# Glimy
Glimy – osada w Polsce położona w województwie warmińsko-mazurskim, w powiecie ostródzkim, w gminie Miłomłyn. Miejscowość wchodzi w skład sołectwa Liwa.
W latach 1975–1998 miejscowość administracyjnie należała do województwa olsztyńskiego.
Przed 14 grudnia 1996 r. miejscowość nosiła nazwę Gliny.

## Leśnictwo
W Glimach znajduje się leśniczówka łowiecka. Można tam polować na zwierzynę płową i czarną. Podlega ona pod nadleśnictwo Miłomłyn.